# BMW M47
BMW M47 er en dieselmotor bygget af BMW mellem 1998 og 2007.
Motoren afløste M41 og er ligesom den en firecylindret rækkemotor. Men i modsætning til M41 har M47 4-ventilteknik og direkte indsprøjtning.
M47 er både anvendt i 1-, 3- og 5-serien samt i X3 og Rover 75. Efterfølgeren hedder N47.

## Tekniske specifikationer
| Motortype | Slagvolume     | Effekt / omdr.         | Drejningsmoment / omdr. | Introduktionsår |
| --------- | -------------- | ---------------------- | ----------------------- | --------------- |
| M47D20    | 2 L (1951 cm³) | 100 kW (136 hk) / 4000 | 280 Nm / 1750           | 1998            |
| M47D20    | 2 L (1951 cm³) | 85 kW (116 hk) / 4000  | 265 Nm / 1750           | 2001            |
| M47TUD20  | 2 L (1995 cm³) | 110 kW (149 hk) / 4000 | 330 Nm / 2000−2500      | 2001            |
| M47TUD20  | 2 L (1995 cm³) | 85 kW (116 hk) / 4000  | 280 Nm / 1750           | 2003            |
| M47TU2D20 | 2 L (1995 cm³) | 90 kW (122 hk) / 4000  | 280 Nm / 2000           | 2004            |
| M47TU2D20 | 2 L (1995 cm³) | 120 kW (163 hk) / 4000 | 340 Nm / 2000−2750      | 2004            |
| M47TU2D20 | 2 L (1995 cm³) | 90 kW (122 hk) / 4000  | 280 Nm / 1750−2000      | 2005            |

| Motor | Spire Denne artikel om motorer og motordele er en spire som bør udbygges. Du er velkommen til at hjælpe Wikipedia ved at udvide den. |